# 科帕爾戈
9°50′15″N 1°32′53″E / 9.83750°N 1.54806°E

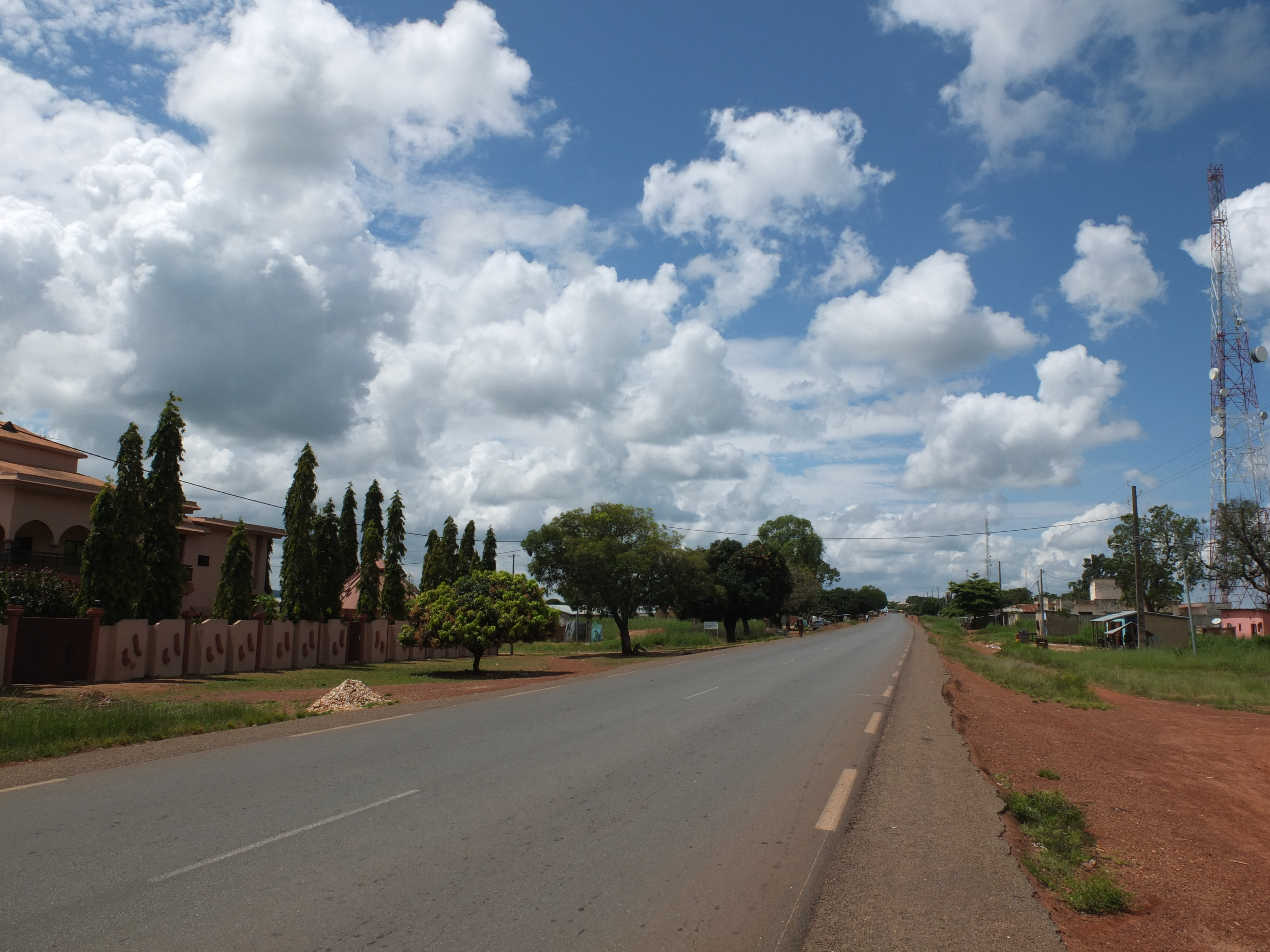
科帕爾戈

科帕爾戈（法語：Copargo）是貝寧的城鎮，位於該國中西部，由峽谷省負責管轄，面積876平方公里，海拔高度460米，2013年該城鎮人口70,938，人口密度每平方公里81人。